# زمین (کشاورزی)

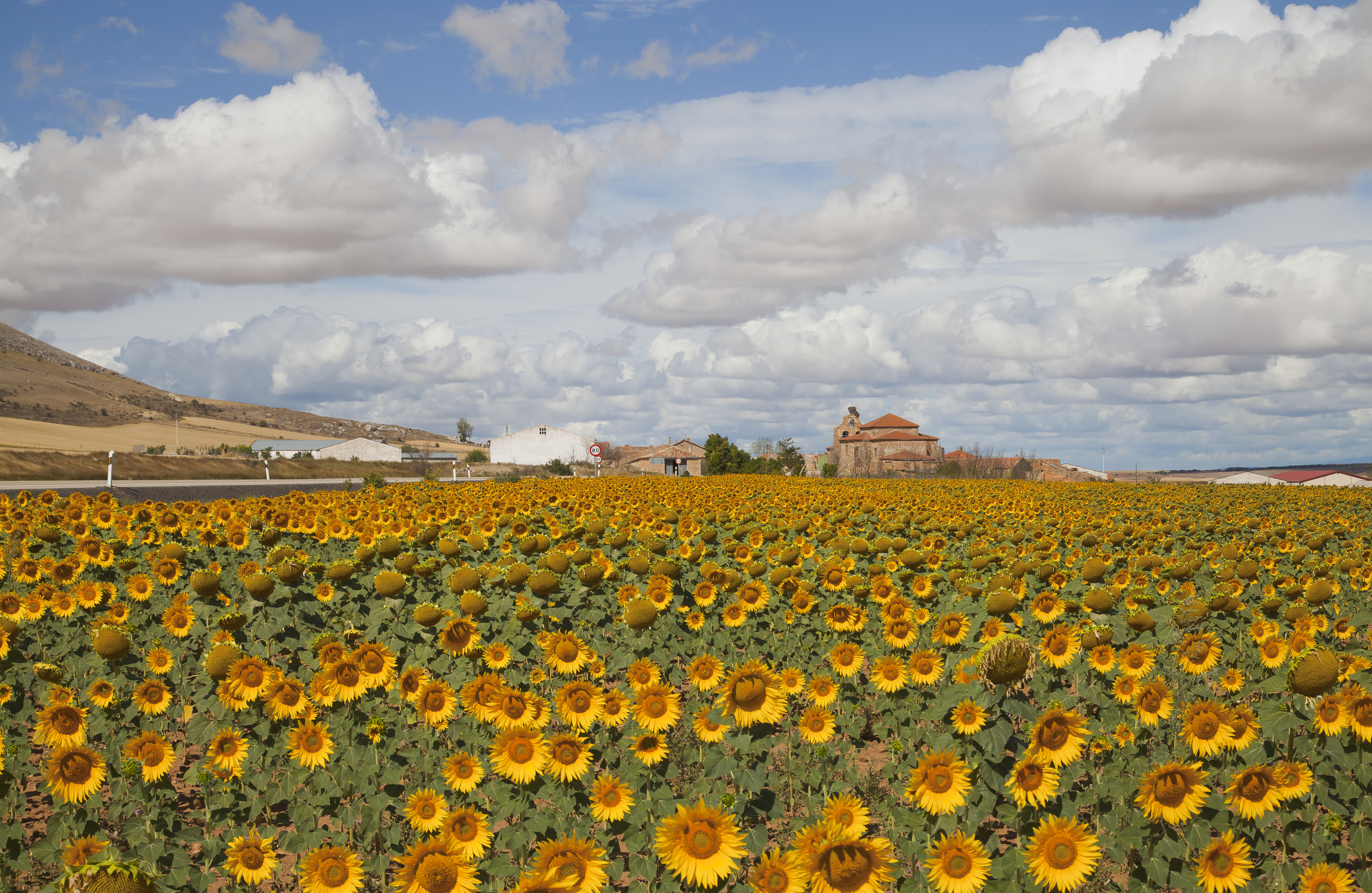
کرزۀ آفتابگردان

زمین کشاورزی یا کُرزه یا لَته ناحیه‌ای در خشکی است که به منظور کشاورزی به عنوان یکی از موارد زیر بهره‌برداری می‌گردد:
- چراگاه
- کشتزار
- کشت محصول

زمین کشاورزی می‌تواند به صورت طبیعی آبیاری گردد (دیمی) یا به‌وسیله یک منبع آبی (آب روان یا تلنبه‌کردن آب زیرزمینی).
جهت روشن شدن بحث در قوانین موضوعه ایران به تعریف زمین دایر هم می‌توان استناد کرد

## نگارخانه

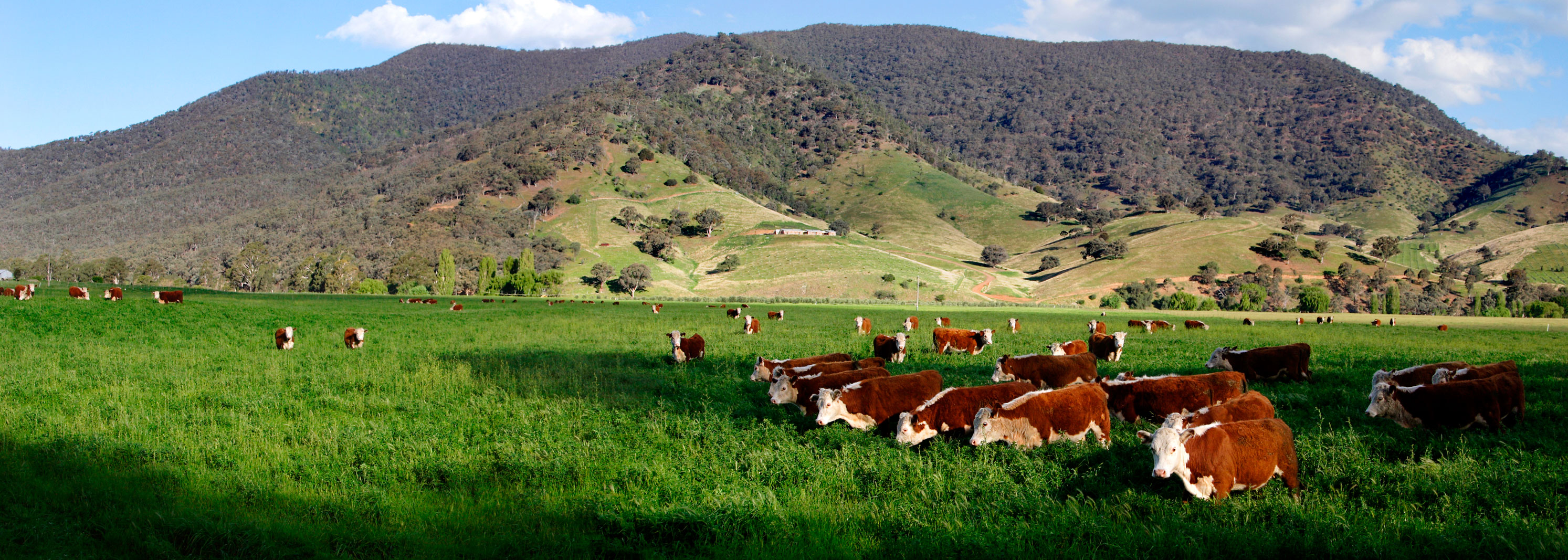
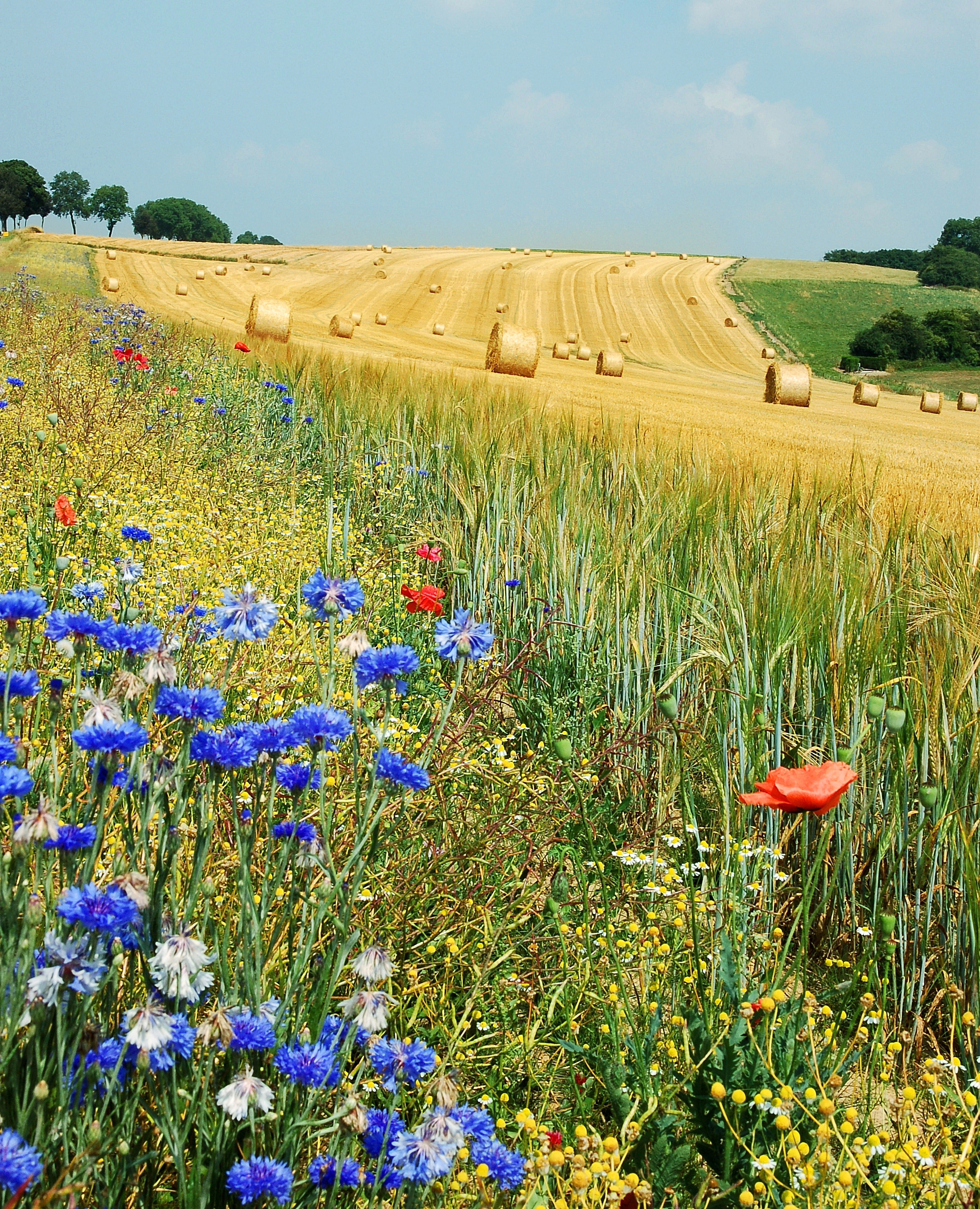
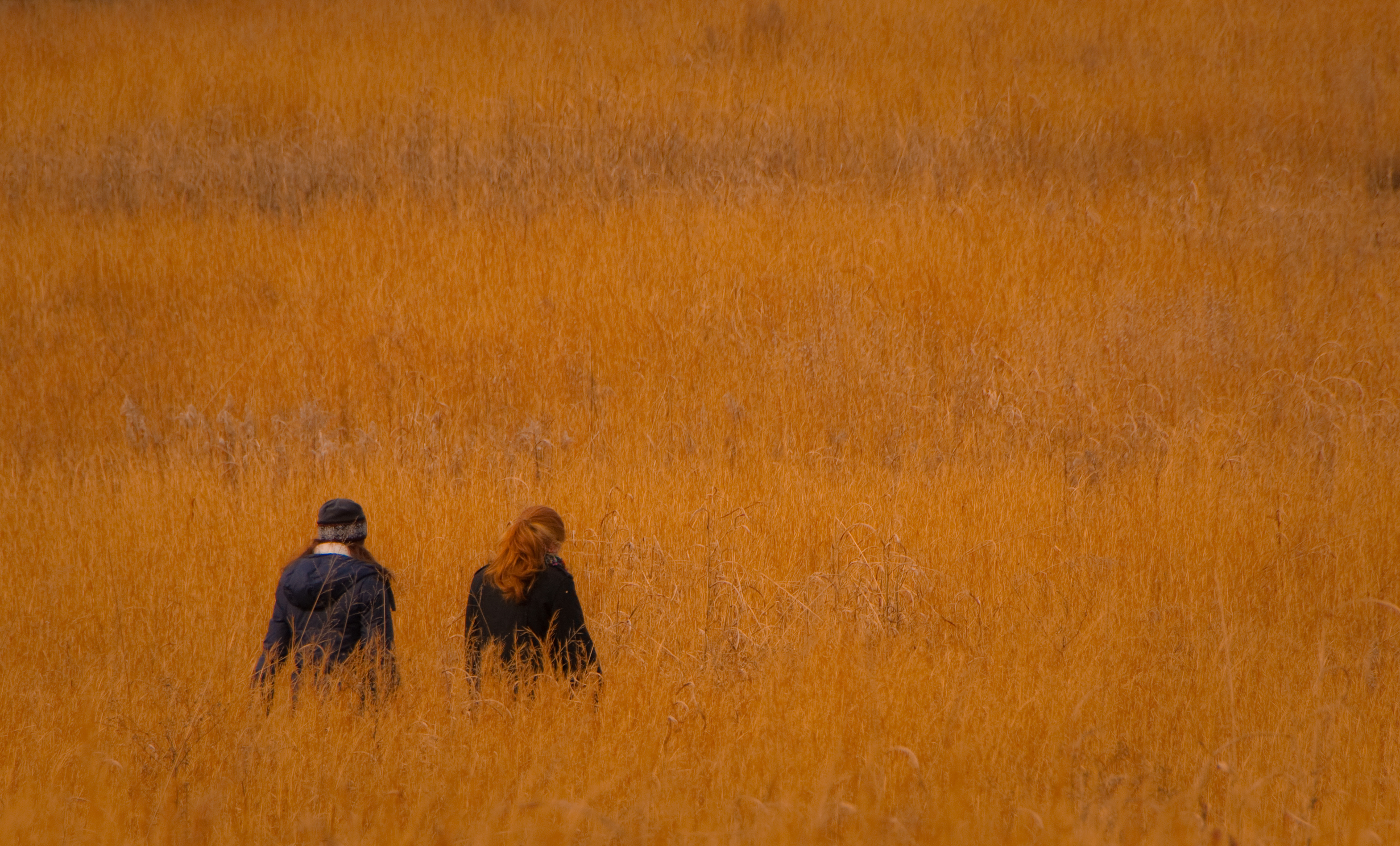
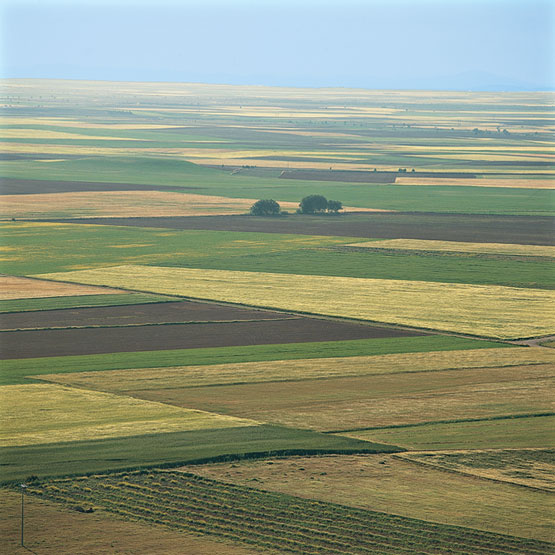